# Petar Matković
Petar Matković (Senj, 18. lipnja 1830. – Beč, 25. ožujka 1898.), hrvatski geograf i akademik.
Geografiju je studirao u Beču, Pragu, Berlinu i Göttingenu, a doktorirao je u Grazu. Radio je kao gimnazijski profesor u Grazu, Varaždinu i Zagrebu, a od 1883. do 1893. godine prvi je profesor na Katedri za geografiju  Sveučilišta u Zagrebu.
Bavio se povijesnom geografijom i statistikom (s M. Zoričićem osnovao je Statistički ured za Hrvatsku i Slavoniju), starim putopiscima te pisanjem geografskih udžbenika. Napisao je i nekoliko radova iz područja orografije i hipsometrije.
Matković je bio pravim članom JAZU, a od 1874. do 1892. i njezinim tajnikom.

## Djela
- "Ortografska razradba južno-hrvatske visočine i njezina hipsomatrijska razmjera",
- "Putovanja po Balkanskom poluotoku XIV. vijeka",
- "Geografsko-statistički nacrt Austro-Ugarske Monarhije".